# Andover (village, New York)
Pour les articles homonymes, voir Andover.
Andover est un village du comté d'Allegany, dans l'État de New York, aux États-Unis. En 2020, il comptait une population de 890 habitants.

## Démographie
Lors du recensement de 2020, le village comptait une population de 890 habitants.